# Ketchum (Idaho)
Ketchum és una població dels Estats Units a l'estat d'Idaho. Segons el cens del 2000 tenia 3.003 habitants.

## Demografia
Segons el cens del 2000, Ketchum tenia 3.003 habitants, 1.582 habitatges, i 607 famílies. La densitat de població era de 382,7 habitants/km².
Dels 1.582 habitatges en un 14,2% hi vivien nens de menys de 18 anys, en un 30,1% hi vivien parelles casades, en un 5,6% dones solteres, i en un 61,6% no eren unitats familiars. En el 42,2% dels habitatges hi vivien persones soles el 6,8% de les quals corresponia a persones de 65 anys o més que vivien soles. El nombre mitjà de persones vivint en cada habitatge era d'1,9 i el nombre mitjà de persones que vivien en cada família era de 2,6.
Per edats la població es repartia de la següent manera: un 12,5% tenia menys de 18 anys, un 9,4% entre 18 i 24, un 37,6% entre 25 i 44, un 31,1% de 45 a 60 i un 9,4% 65 anys o més.
L'edat mediana era de 39 anys. Per cada 100 dones de 18 o més anys hi havia 117,1 homes.
La renda mediana per habitatge era de 45.457 $ i la renda mediana per família de 73.750 $. Els homes tenien una renda mediana de 31.712 $ mentre que les dones 27.857 $. La renda per capita de la població era de 41.798 $. Aproximadament el 3,5% de les famílies i el 8,9% de la població estaven per davall del llindar de pobresa.

## Poblacions més properes
El següent diagrama mostra les poblacions més properes.